# Borstel (Auetal)
Borstel ist ein Ortsteil der Gemeinde Auetal im Landkreis Schaumburg in Niedersachsen.

## Geografie
Nördlich von Borstel liegt das etwa fünf Hektar große Naturschutzgebiet Alte Tongrube Borstel. Durch Borstel fließt die Aue, auch Bückeburger Aue genannt; sie wird von zahlreichen Bächen gespeist und mündet in die Weser. Durch Borstel verlaufen die Kreisstraßen K 68 und K 69. Die A 2 verläuft südlich in 1,5 km Entfernung.

## Geschichte
Borstel war 1552 bis 1655 von Hexenverfolgung betroffen: zwei Personen gerieten in Hexenprozesse und wurden verbrannt.
Am 1. März 1974 wurde die bis dahin selbständige Gemeinde Borstel in die neue Gemeinde Rehren eingegliedert. Diese wurde aber bereits am 1. April 1974 aufgelöst und der neuen Gemeinde Auetal zugewiesen.